# Чурчич, Милич
Ми́лич Чу́рчич (серб. Милић Ћурчић / Milić Ćurčić; род. 26 января 1981 в Панчево, СФРЮ) — сербский футбольный тренер и бывший футболист, защитник.

## Карьера игрока
Чурчич начал свою карьеру в родном городе, играя за клуб «Динамо» из Панчево. В 2003 году он перешёл в венгерский «Веспрем» из одноимённого города, где провёл два сезона.
В 2005 году он подписал контракт с фарерским клубом «Скала», в котором играл под 11 номером, за который сыграл 84 матча и забил один гол в чемпионате Фарерских островов. В команде дебютировал 19 апреля 2005 года в выездном матче против «КИ Клаксвика» (0:2), Чурчич вышел на 79-й минуте вместо Боги Грегерсена. В июне 2005 года «Скала» участвовала в Кубке Интертото, в первом раунде клуб уступил финскому «Тампере Юнайтед» (0:3 по сумме двух матчей). Чурчич отыграл все 2 матча. В сезоне 2005 «Скала» стала серебряным призёром чемпионата Фарерских островов, уступив лишь клубу Б-36. Это позволило «Скале» участвовать в Кубке УЕФА. В первом раунде «Скала» проиграла норвежскому «Старту» (0:4 по сумме двух матчей). Милич Чурчич также сыграл в обеих играх.
В 2008 году он перешёл в другой фарерский клуб — «КИ Клаксвик», за который провёл 27 матчей и также забил один гол.
Зимой 2010 года он вернулся в Сербию и выступал за любительский клуб «Борац» из города Сурдука.

## Карьера тренера
В 2013 году Чурчич начал свою тренерскую карьеру, работая с юношескими командами клуба «Бродарац» из Белграда. В том же году он стал ассистентом Миодрага Радуловича в казахстанском клубе «Атырау». В 2015 году он перешёл вместе с Радуловичем в сборную Ливана, где работал ассистентом главного тренера, а также возглавлял сборные Ливана до 21 и до 23 лет. В 2019 году он стал главным тренером сербского клуба «Пролетер» из Нови-Сада, с которым занял пятое место в чемпионате Сербии в сезоне 2019/20. В 2020 году он перешёл в иранский клуб «Зоб Ахан», где сначала работал ассистентом, а затем исполнял обязанности главного тренера. В 2021 году он вернулся в «Бродарац» и привёл команду к победе в третьем дивизионе Сербии. В 2022 году он стал ассистентом Вернидуб, Юрий Юрия Вернидуба в белорусском клубе «Шахтёр» из Солигорска, а в конце сезона исполнял обязанности главного тренера. В 2023 году он подписал контракт с казахстанским клубом «Тобол». В том же году выиграл с клубом кубок Казахстана.

## Достижения

### Как игрок
- Серебряный призёр чемпионата Фарерских островов (1): 2005

### Как тренер
- Победитель третьего дивизиона Сербии: 2021
- Кубок Казахстана по футболу: 2023
- Суперкубок Казахстана по футболу: 2024